# Бридель, Марк
Марк Бридель (15 июня 1883, Блуа, Франция — 11 декабря 1931, Париж) — французский химик и фармацевт.
С 1906 года он работал помощником Эмиля Буркело в лаборатории фармацевтических технологий в École de pharmacie в Париже. В 1911 году защитил докторскую диссертацию по фармацевтике, научную степень получил в 1913 году.
Бриделю приписывается получение нескольких новых гликозидов, с Лавьейем выделил из стевии гликозиды, придающие сладкий вкус этому растению, а совместно с Буркело получил вербаскозид, выделив его из корней Verbascum thapsus. Кроме того, проводил исследования ферментов (инвертазы, рамнодиастазы) и их смесей («эмульсин»); изучал сахарный сироп, проводил исследование влияния некоторых гликозидов на изменения цвета растений при их высушивании.
Автор 175 научных статей, 55 из которых были написаны в соавторстве с Буркело. С 1920 по 1927 годы — редактор журнала Bulletin de la Société de Chimie Biologique.